# Brocēni
Brocēni är en kommunhuvudort i Lettland.   Den ligger i kommunen Brocēnu novads, i den västra delen av landet, 100 km väster om huvudstaden Riga. Brocēni ligger 102 meter över havet och antalet invånare är 3 486.
Terrängen runt Brocēni är platt. Runt Brocēni är det ganska tätbefolkat, med 75 invånare per kvadratkilometer. Närmaste större samhälle är Saldus, 4,9 km sydväst om Brocēni. Omgivningarna runt Brocēni är en mosaik av jordbruksmark och naturlig växtlighet.